# Dies Irae (musikgrupp)

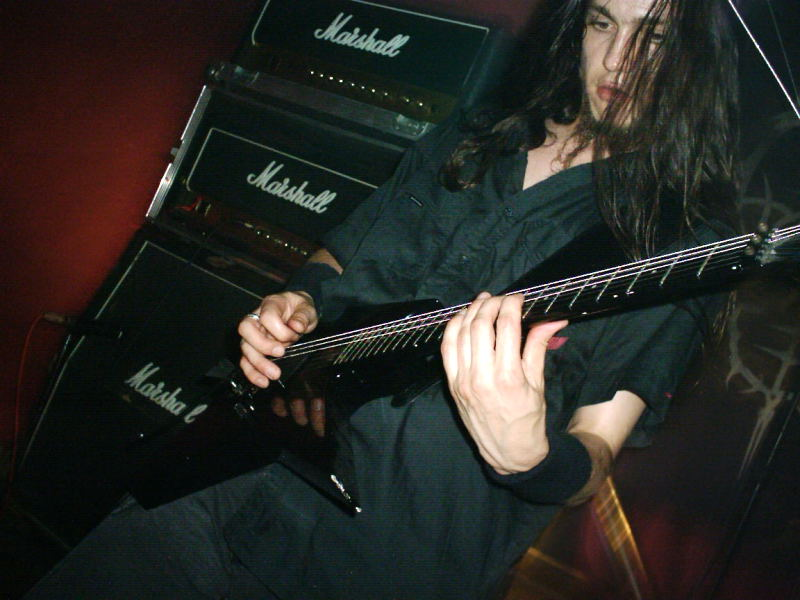
Maurycy "Mauser" Stefanowicz 2004.

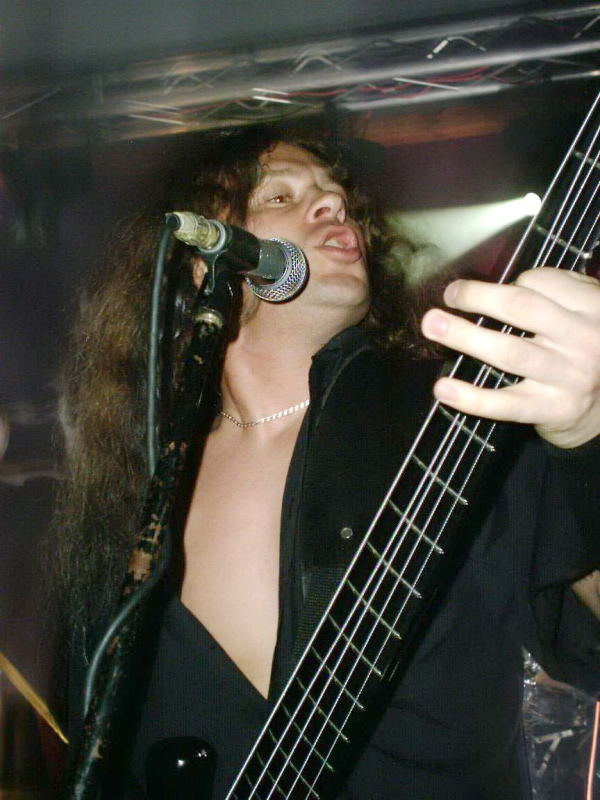
Marcin "Novy" Nowak 2004.

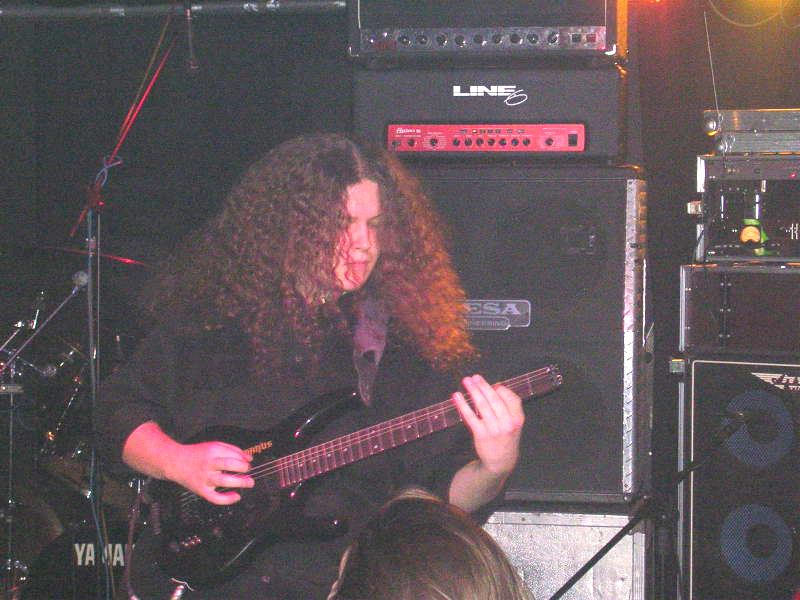
Jacek Hiro 2005.

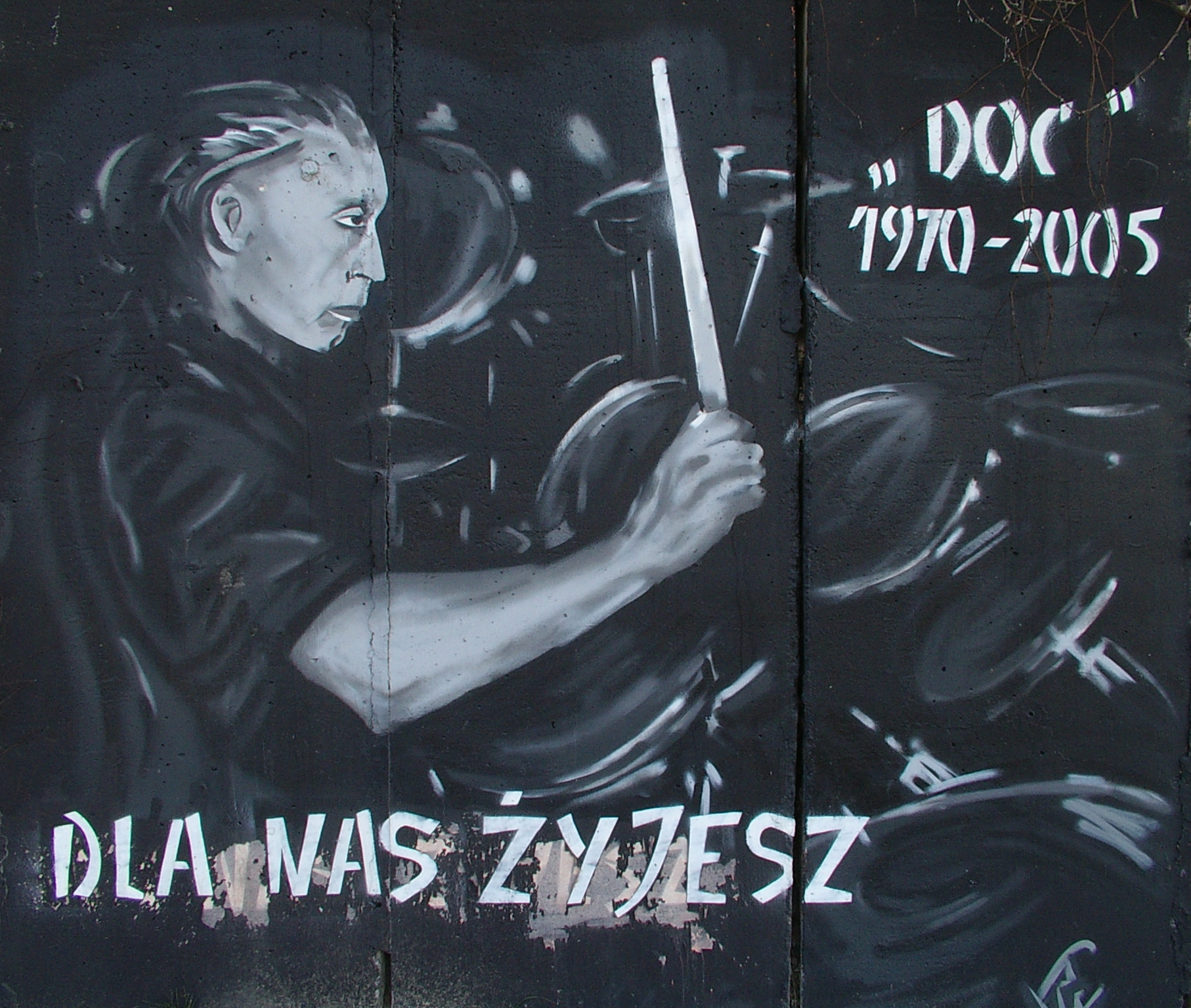
Graffiti i Olsztyn av Krzysztof Raczkowski.

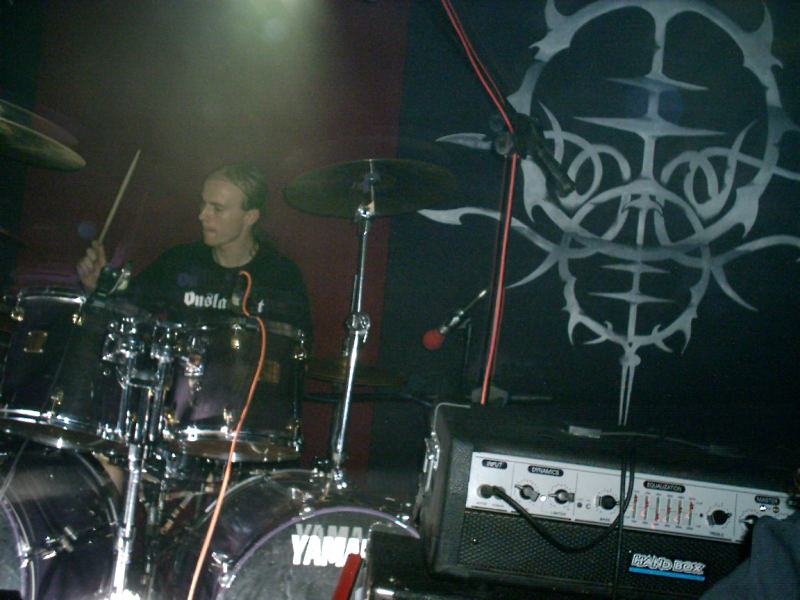
Witold "Vitek" Kiełtyka 2004.

Dies Irae var ett polskt death metal-band som bildades 1992. Bandet splittrades 1997 men återbildades 2000, och i november samma år gavs debutalbumet Immolated ut på Metal Mind Records / Metal Blade Records. Senaste albumet Sculpture of Stone gavs ut i maj 2004. Bandnamnet kommer från latinets "Dies Irae", "Vredens dag".

## Historia

### Bildandet och debutalbumet
Dies Irae bildades 1992 av China (gitarr), Mauser (gitarr och sång), Czarny (basgitarr) och Gilan (trummor). En första demo spelades in 1994, "Fear of God", och gavs ut i Tyskland som en EP 1996 av "Serenades Records". Musiken var tydligt påverkad av Vader och Morbid Angel. Året därpå började sångaren och gitarristen "Mauser" Stefanowicz spela i Vader och Dies Irae splittrades. Efter fyra år samlade Stefanowicz nya musiker under det gamla bandets namn, och gruppen spelade in sitt första fullängdsalbum Immolated i Selani Studio. Bandet bestod nu av Stefanowicz tillsammans med Krzysztof "Doc" Raczkowski på trummor, Marcin "Novy" Nowak på bas och Jacek Hiro som andre gitarrist. Albumet, som producerades av Szymon Czech, gavs ut i november 2000 av Metal Mind Records i Europa, och 10 april i USA av Metal Blade Records. En musikvideo spelades in för låten "Lion of Knowledge".

### "The Sin War" och "Sculpture of Stone"
Bandets andra album, "The Sin War", spelades in i april-maj 2002 i Hertz Studio i Bialystok och gavs ut 24 september samma år. I juli 2003 uppträdde Dies Irae första gången på scen och året därpå genomförde bandet "Empire Invasion Tour 2004" i Europa tillsammans med banden Hate, Lost Soul och Esqarial.
Också det tredje fullängdsalbumet spelades in i Hertz Studio och "Sculpture of Stone" gavs ut 19 maj 2004. Under Dies Iraes turné senare det året tillsammans med Trauma, Sceptic och Shadows Land, ersatte Witold "Vitek" Kieltyka från Decapitated den skadade "Doc" Raczkowski på trummor. I början av 2005 spelade bandet in en konsert på "Metalmaniafestivalen" i Katowice för en planerad DVD. I februari turnerade de igen tillsammans med Decapitated, Hate och Crionics under namnet "The Ultimate Domination Tour 2005". DVD:n "The Art Of An Endless Creation" gavs ut i december 2008.
Trummisen Krzysztof "Doc" Raczkowski avled 18 augusti 2005.

## Medlemmar
Senaste medlemmar
- Maurycy "Mauser" Stefanowicz – gitarr, sång (1992–1997, 2000–2005)
- Marcin "Novy" Nowak – sång, basgitarr (2000–2005)
- Jacek Hiro – gitarr (2000–2005)

Tidigare medlemmar
- Jacek "Skocz" Cholewa – sång
- Piotr "Czarny" Bartczak – basgitarr (1992–1997)
- Maciej "Gilan" Liszewski – trummor (1992–1997)
- Jarosław "China" Łabieniec – gitarr (1992–1997)
- Krzysztof "Doc" Raczkowski – trummor (2000–2005; död 2005)[4]

Turnerande medlemmar
- Witold "Vitek" Kiełtyka - trummor (2004; död 2007)[5]

## Diskografi
Demo
- 1994 – Fear of God (EP)[6]
- 1997 – Demo '97

Studioalbum
- 2000 – Immolated
- 2002 – The Sin War
- 2004 – Sculpture of Stone [7]

Video
- 2008 – The Art Of An Endless Creation (DVD+CD)[8]